# Hanno rubato un tram
Hanno rubato un tram è un film del 1954 diretto da Aldo Fabrizi. 
Commedia italiana ambientata a Bologna con protagonista lo stesso regista Aldo Fabrizi.

## Trama
Cesare Mancini è un conducente di tram, nato e cresciuto a Roma, ma che vive a Bologna dopo essersi sposato con una ragazza del posto.
I guai per Cesare cominciano quando, un giorno, investe per errore una donna in bicicletta: pur uscendone quest'ultima miracolosamente illesa, l'incidente costa però a Cesare la retrocessione a bigliettaio. L'uomo non digerisce affatto tale declassamento e a malapena riesce a svolgere il nuovo incarico, collezionando una sfilza di rapporti negativi dell'inflessibile controllore capo. Il direttore dell'azienda tranviaria gli fa presente che, così facendo, non rimarrà ancora a lungo in servizio. Cesare promette di tenere a bada la sua impulsività, ma non riuscirà a tenere fede all'impegno: infatti una domenica, in un parapiglia causato da un nugolo di tifosi scalmanati appena usciti dallo stadio, l'onnipresente Rossi riprende duramente Cesare che, esasperato, manda tutti al diavolo e abbandona il tram. L'inevitabile ennesimo rapporto, questa volta, si traduce per lui in tre mesi di sospensione dal servizio.
Scoraggiato per l'accaduto, Cesare, che già ha nascosto alla famiglia il suo declassamento, tace anche il nuovo provvedimento disciplinare. Sfortunatamente però la verità viene a galla durante una gara culinaria per l'elezione della "reginetta dei tranvieri", alla quale partecipa la figlia che, dopo aver surclassato le altre concorrenti, viene proclamata vincitrice: uno dei giudici, però, si accorge dell'irregolarità della posizione del padre, quindi l'elezione viene annullata, fra l'incredulità dei presenti.
La moglie e la suocera, scoperta la ragione della squalifica della ragazza, inveiscono senza pietà contro il povero Cesare che, sentendosi abbandonato da tutti, vaga a piedi nella notte per la città. Il caso vuole che arrivi proprio davanti al deposito tranviario: s'impadronisce quindi di una vettura e inizia a girare per la città senza una meta, facendo salire gratuitamente a bordo alcuni viaggiatori, con i quali s'intrattiene. I custodi del deposito si accorgono della sparizione del tram ed avvisano la polizia, che interviene e blocca la vettura. Cesare viene arrestato e finisce sotto processo per direttissima, ma la buona sorte finalmente si ricorda di lui: il suo controllore capo, quel Rossi che tanto lo aveva perseguitato, si presenta spontaneamente al processo e depone in suo favore, ammettendo di aver approfittato del suo grado superiore per infierire su di lui come rivalsa per le innumerevoli sconfitte incassate al gioco delle bocce. Cesare viene quindi assolto e può riprendere il regolare servizio.

## Produzione

Lucia Banti e Aldo Fabrizi alla prima del film (1954)

Le riprese del film, prodotto da Luigi Rovere per la Imperial Film, iniziano a Bologna il 18 ottobre 1950 e sono completate negli studi di Cinecittà.

### Cast
Nella sequenza del ballo, il presentatore dell'evento è un giovane Sergio Leone, all'epoca aiuto regista di Fabrizi.

## Promozione

### Manifesti e locandine
La realizzazione dei manifesti e delle locandine del film, in Italia, fu affidata al pittore e cartellonista Enrico De Seta.

## Distribuzione
La prima proiezione pubblica del film, distribuito dalla CEIAD, venne effettuata nel cinema "Fiume" di Bagnaia, Viterbo, il 30 dicembre 1954.

### Edizioni in home video
Una copia restaurata è stata prodotta su supporto DVD dalla Ripley's Home Video, in prima edizione nel 2005, con contenuti extra:
- Intervista a Luciano Vincenzoni autore del soggetto.
- Ciak si gira Aldo Fabrizi regista.
- Pagine d'epoca, il fatto di cronaca che ha ispirato il film.